# Час пригод
«Ча́с приго́д» (англ. Adventure Time with Finn & Jake) — анімаційний серіал Пендлтона Варда, спродюсований компаніями Frederator Studios і Cartoon Network Studios для каналу Cartoon Network у 2010 році. Після короткого початкового епізоду, показаного у 2007 році, який став хітом в Інтернеті, Cartoon Network розвинули його в повноцінний серіал, який стартував 5 квітня 2010 року. «Час пригод» тривав 10 сезонів і завершився 3 вересня 2018 року. У 2020 році його доповнив серіал «Час пригод: далекі землі» (англ. Adventure Time: Distant Lands) з 4-х годинних епізодів.
Від початку показів «Час пригод» став одним з найрейтинговіших проєктів телеканалу Cartoon Network, а його найуспішніші епізоди збирали понад 3 млн переглядів одночасно. Він отримав численні схвальні відгуки від критиків та здобув популярність як серед дитячої, так і дорослої авдиторії, отримавши нагороди Primetime Emmy Awards, Peabody Awards, дві Annie Awards, дві British Academy Children's Awards, Motion Picture Sound Editors Award, Pixel Award, та Kerrang! Award. Також серіал було номіновано на три Critics' Choice Television Awards, дві Annecy Festival Awards, і Sundance Film Festival Award. За «Часом пригод» створено велику кількість супутньої продукції, включаючи сувенірну продукцію, комікси та відеоігри. В 2023 році вийшов його спіноф «Фіона та Кейк».
Мультсеріал малювався вручну і значною мірою був натхненний настільними рольовими іграми, такими як Dungeons & Dragons, відеоіграми та образами масової культури. Більшість епізодів є окремими історіями, разом з тим персонажі з часом дорослішають, а світ «Часу пригод» змінюється.
Українською мовою перші два сезони мультсеріалу дубльовано студією Euromedia Group на замовлення телеканалу ПлюсПлюс. Наступні озвучено студіями ентузіастів.

## Сюжет
Події відбуваються переважно в абсурдних (на перший погляд) і яскравих Землях Ууу (англ. Land of Ooo), які є континентом, розділеним на кілька королівств. В Землях Ууу живуть хлопчик Фін і його зведений брат-пес Джейк, котрі шукають пригоди й рятують жителів королівств від різноманітних небезпек. Їм допомагають принцеси королівств і фантастичні жителі Земель Ууу, а також здатність Джейка набувати будь-якої форми й сміливість Фіна.
Крім Земель Ууу герої подорожують в часі паралельними та уявними світами з їхніми друзями, знаходячи нові пригоди й розкриваючи історію минулого свого світу. Як з часом з'ясовується, Землі Ууу є частиною планети, постраждалої від Великої Війни Грибів (імовірно ядерної), яка стала причиною повернення магії.

### Перший сезон
Фін з Джейком допомагають друзям в різних справах і стикаються з витівками Льодяного короля, який викрадає принцес різних королівств Ууу. Вони знайомляться з принцесою вампірів Марселін, на початках ворогуючи. Наприкінці сезону Фін знаходить свого кумира, героя давнини Біллі, проте той зневірився в можливості перемогти зло у світі.

### Другий сезон
Сезон починається з того, що Фін ненавмисно прикликає батька Марселін, демона Гансона Абандіра, який пожирає душі, але його вдається вигнати з Ууу. Друзі продовжують шукати пригоди та допомагати жителям Ууу. Джейк зближується з леді Райдугоріг і вони стають парою. В ході виконання одного із завдань принцеси Баблгум, Фін знаходить інших людей, яких давно шукав, та вони насправді виявляються мутантами.
Із заточення визволяється Ліч, котрий прагне знищити все живе в світі, і ледь не вбиває принцесу Баблгум. Льодяний король приєднується до Фіна з Джейком і вони долають Ліча, а потім виганяють його з тіла Баблгум, в яку він непомітно вселився.

### Третій сезон
Звичайне для Фіна з Джейком життя продовжується. На володіння принцеси Баблгум, яка була змушена помолодшати через Ліча, зазіхає її творіння Лимонохват. Їй доводиться знову подорослішати, щоб мати законне право на владу, а Лимонохвата прогнати зі свого королівства. Фін з Джейком знаходять послання від свого батька, в результаті чого Фін здобуває новий меч для боротьби зі злом. Джейк вирішує знайти брату дівчину, однак своєю поведінкою налаштовує проти нього принцесу Полум'я.

### Четвертий сезон
Фін закохується в принцесу Полум'я, хоч та і ненавидить його, а згодом вони все ж миряться і навіть закохуються одне в одного. Лимонохват почувається самотнім, тому Баблгум створює для нього брата. Марселін, а потім Фін, тимчасово займає місце Гансона Абандіра. Стає відомо, що Льодяний король доглядав за Марселін ще під час Війни Грибів, але все забув через корону, яка дає йому магію. Біллі виявляється Лічем, котрий обманом змушує Фіна відкрити йому шлях до інших світів і тікає з Ууу.

### П'ятий сезон
Ліч досягає істоти Призмо, яка виконує його бажання — щоб усі померли. Проте Фін з Джейком, які опинилися поряд, стають тими, хто може все виправити. Бажання Фіна, щоб Ліча не існувало, виливається у створення альтернативної реальності, та вона зазнає катастрофи, в ході якої Ліч все одно виникає з бомби, скинутої в часи Війни Грибів. Джейк повертає світ до звичайного стану, змінивши саме бажання Ліча, чим ув'язнює його поза Ууу. Лимонохват і його брат створюють ціле королівство, а у Джейка з леді Райдугоріг народжуються діти. Фін свариться з принцесою Полум'я, від чого довго страждає.
Льодяний король через невдалий експеримент інших магів втрачає магічні сили та стає звичайною людиною. Користуючись нагодою, він повертає з далекого минулого свою кохану Бетті, однак ледве не помирає і Бетті перетворює його назад на Льодяного короля. В королівстві лимонів юний Лимонхоуп скидає тиранію Лимонохвата, а Фін дізнається, що його справжній батько досі живий.

### Шостий сезон
Фін в пошуках батька разом з Джейком опиняється біля Ліча, який прокидається та вбиває Призмо. Друзі прямують за ним до в'язниці Цитаделі, де знаходять Фінового батька, але той легковажно ставиться до зустрічі з сином. Фіну вдається перемогти Ліча, давши йому нове тіло в вигляді хлопчика, однак втрачає руку, а його батько тікає в компанії чудовиськ.
Згодом Фін відновлює свою руку, а Джейк дізнається про план Призмо як останньому повернутися до життя, що з братом і втілює. З'ясовується хто створив корону Льодяного короля — маг Еверґрін з метою відвернути падіння комети, яка кожну тисячу років прилітає на Землю. Фін вдруге зустрічає свого батька, хоч вже не радий зустрічі, та починає бачити дивні сни про комету. Домашній улюбленець Льодяного Короля згадує, що є божеством Орґалоргом, яке прагне заволодіти силою комети, що вже летить до Землі.
У фіналі сезону Орґалорг перехоплює комету, але Фін з Джейком стають йому на заваді. Фін спілкується з якоюсь сутністю в кометі, що раніше приносила на Землю як зло у вигляді Ліча, так і добро. Фін пригадує свої колишні життя, в тому числі як сам був кометою. Комета пропонує на вибір лишитися в Ууу чи полетіти з нею. Той обирає лишитися, тоді як його батько відлітає в глибини космосу.

### Сьомий сезон
Владу в принцеси Баблгум відбирає манірний Восковий король, а Фін з Джейком стають його лицарями. Згодом король проганяє їх і ті повертаються до колишнього життя. Коли Марселін розчаровується в житті вампіром, Баблгум видаляє вампірську сутність з її тіла, однак це відроджує всіх переможених нею в давнину вампірів. Значна частина сезону присвячена боротьбі Марселін та її друзів з вампірами, котрі прагнуть повернути собі владу. Зрештою Марселін знищує всіх цих лиходіїв та поглинає їхні сили, позбавивши землі Ууу від них, але ставши вампіром знову.
Фін з Джейком розкривають бунт на заводі роботів, де було створено їхнього друга БіМо. Його творець гине, а сам БіМо розуміє, що ця втрата робить його дорослішим. Згодом, після низки пригод, Фін і Джейк натрапляють на доктора Гросс, яка має лабораторію, де створює нових істот. Як з'ясовується, Гросс контролює чипом одну з небагатьох, кого Фін вважав людиною — дикунку Сильну Сьюзен. Доктор змушує Сюзен виконувати її програму й битися з Фіном. Врешті вона тікає, а з меча Фіна звільняється невідома сила.

### Восьмий сезон
Після бою Баблгум майструє для Фіна залізну руку. Тим часом з меча виникає Трав'яний Фін, який хоче жити як справжній, але оригінал з Джейком не сприймають його намірів. Фін з друзями вирушає в подорож островами в пошуках розгадок свого минулого. Вони знаходять Острів Засновників, де живуть уцілілі люди. Фін зустрічає там свою матір, Міневру Кемпбелл. Він закликає людей вирушити в Ууу, та мати виступає проти цього, вважаючи світ поза островом ворожим, і не дає Фіну повернутися додому. Сильна Сьюзен виявляється колишньою втікачкою з Острова Засновників, створеною аби не випускати інших людей звідти. Фін, Джейк і БіМо повертаються, а Сьюзен з новою подругою Фрідою вирушають на пошуки інших людей.

### Дев'ятий сезон
В Ууу тим часом стався катаклізм, землі розділилися на королівства, де все перетворюється на «стихії» Ууу: солодощі, слиз і вогонь. Виявляється, Бетті викрала магічні самоцвіти принцес аби відкрити портал у минуле й не дати Саймону перетворитися на Льодяного короля. Завдяки принцесі Пухирці все повертається до свого початкового стану. Проте Джейк перетворюється на страховисько, його бояться, тому він не може визначитися як бути далі.
Джейк навчається від свого брата Жермена як побороти сумніви та набуває колишньої форми пса. Солодкий Пі, що раніше був Лічем, завдяки Фіну з Джейком перемагає вцілілу руку Ліча, чим остаточно долає лиходія. Трав'яний Фін, розчарований в собі, вирішує зайняти місце справжнього Фіна та закриває його в піраміді. Проте Фін завдяки своїй залізній руці вибирається, сходиться в бою з самозванцем і знищує його. Він повертається додому з перемогою, але пригнічений тим, що йому довелося зробити. В цей час залишки Трав'яного Фіна збирає загадковий чарівник.
Принцеса Баблгум відкриває, що її дядько Гумбольд, перетворений нею на пунш, з відновленням Ууу набув колишньої форми.

### Десятий сезон
Встряючи в різні пригоди, Фін досягає 17-иріччя. Джейка викрадає іншопланетянин, який виявляється його справжнім батьком. Однак з'ясовується, що він хоче лише поглинути сили сина, щоб омолодитися. Джейк перемагає батька, проте лишається на самоті на Марсі. Фін з Жерменом при допомозі чарівника вирушають на Марс, де знаходять Бетті, котра шукає спосіб повернути Саймона. Їм вдається врятувати Джейка, але розкривається існування могутнього втілення хаосу, на ім'я Голб.
Останній епізод описує події через тисячу років. Істоти Бет і Шермі, схожі на Фіна і Джейка, так само шукають пригоди, хоча й не зробили нічого великого. Вони знаходять залізну руку Фіна та вирішують дізнатися що це за річ. В пошуках відповідей вони знаходять БіМо, котрий розповідає про минуле. Гумбольд створив власне місто та зібрав армію проти принцеси Баблгум аби самому правити Цукерковим королівством. Фін з Джейком намагалися помирити їх, але це було без успіху. Вони здійснили свій останній план, перенісши себе та противників до світу снів. Там Баблгум і Гумбольд усвідомили, що можуть жити в мирі. Та зілля, взяте Гумбольдом проти принцеси, випадково спрацювало на ньому, перетворивши назад на пунш. Баблгум проголосила, що відтепер буде два Цукеркових королівства. Та практично одразу ж після цього Бетті з кількома спільниками прикликала в Ууу Голба з метою використати його силу для повернення Саймона. Голб виявився сильнішим та почав руйнувати й спотворювати Ууу, наповнивши його чудовиськами. В боротьбі з ними Фін втратив залізну руку і його з Льодяним королем і Бетті поглинув Голб. Джейк з друзями зрозуміли, що Голба, який є втіленням хаосу, може перемогти тільки гармонія. Заспівавши пісню, вони змусили Голба покинути Ууу. Тоді як Фін та Льодяний король встигли врятуватися, Бетті лишилася всередині та наостанок скористалася короною Льодяного короля, щоб назавжди перетворити його на Саймона. Всі жителі Ууу об'єдналися, в тому числі помирилися Трав'яний і справжній Фін, але двійник загинув та попросив посадити його насінину в землю. З неї на місці будинку Фіна і Джейка виросло дерево. Закінчуючи свою розповідь, БіМо згадує як склалося життя його друзів і знайомих. Бет і Шермі знаходять те саме дерево, а на його верхівці виявляють меч. Бет бере його та вирушає з другом на зустріч новим пригодам.

## Основні персонажі
- Фін Людина (англ. Finn the Human) — головний герой серіалу, один з небагатьох людей в Землях Ууу. На початку серіалу Фіну 12 років, з часом він дорослішає. Він сміливий хлопчик, який шукає пригоди, проте буває надто наївним. Як зʼявився у світі сам Фін не знав, було відомо лише, що його знайшли батьки Джейка. Впродовж пригод він знайшов своїх справжніх батька і матір, але вони так і не стали його новою сім'єю. Разом з Джейком живе в будинку на дереві, який час від часу покидає задля подорожей в різні куточки Ууу.
- Джейк Пес (англ. Jake the Dog) — пес, здатний набувати будь-якої форми, друг Фіна і його зведений брат. Він легковажний та ледачий, через що часто втягує Фіна в неприємності, але також завжди приходить йому на допомогу. За власними словами, раніше був злодієм. Своєї здатності змінювати форму набув через отруту чудовиська, яке вкусило його батька. Одружившись з принцесою Райдугоріг, має дочок, але не покидає дружби з Фіном.
- Принцеса Баблгум (англ. Princess Bubblegum, досл. Принцеса Жуйка) — принцеса Королівства Солодощів, яка, хоч і виглядає як людина, складається з жуйки, тому має рожеву шкіру й волосся. У своєму королівстві, населеному розумними солодощами, займається винахідництвом. Наприкінці другого сезону принцеса ледве вижила через чари Короля-ліча, але вціліла, хоч і набула вигляду 13-річної дівчинки. В третьому сезоні повернула собі колишню подобу 18-річної. З кінця шостого сезону, втративши владу в Королівстві Солодощів, оселяється в будиночку на краю колишніх володінь, де продовжує свої дослідження, а потім повертає законну владу.
- Льодяний король (англ. Ice King) — синьошкірий довгоносий король Льодяного королівства, який постійно викрадає принцес з метою одружитися. Владує над снігом та льодом і може створювати з них різноманітні предмети. Раніше був звичайною людиною, археологом Саймоном Петриковим (англ. Simon Petrikov), але під впливом знайденої корони став змінюватися, втратив кохану Бетті, проте пережив Війну Грибів. Льодяний король самотній, його єдиними близькими є прислуга з пінгвінів, через що і шукає принцес та друзів, однак через свої методи й характер повсякчас зазнає невдачі. Серед прислуги Льодяного короля є пінгвін капосник Гюнтер (англ. Gunter), котрий насправді є злим божеством Орґалоргом (англ. Orgalorg), як з'ясовується в шостому сезоні. Бетті періодично намагається повернути йому початкову подобу.
- Королева вампірів Марселін (англ. Marceline the Vampire Queen) — тисячолітня, проте юна з вигляду дівчина-вампіреса, дочка демона Гансона Абандіра (англ. Hunson Abadeer) та невідомої жінки, звичайної людини, і яка не бажає продовжувати сімейну справу керування демонічним виміром Ночесфера (англ. Nightosphere). Як з'ясовується в сьомому сезоні, Марселін стала вампіром після сутички з Королем вампірів сотні років тому. Борючись з іншими вампірами задля захисту людей, вона поглинула їхні сили, набувши таких здатностей як невидимість, самолікування і багатьох інших. Вона не пʼє крові, але живиться червоним кольором і вразлива до сонячного світла. На початках цинічна і капосна, згодом Марселін стала подругою Фіна.
- Король-ліч (англ. The Lich King) — з другого сезону головний антагоніст серіалу, чаклун-ліч, рухомий скелет із залишками плоті. Єдина його ціль — знищити все живе. Король-ліч пихатий і впертий, а про його минуле відомо, що він був принесений кометою, а проявив себе під час Війни Грибів. Колись його ув'язнив в бурштині видатний герой Біллі (англ. Billy), та через необачність Фіна, Джейка і Баблгум лиходій вирвався із заточення. Певний час Ліч керував непомітним Слимаком (англ. Snail) для втілення своїх планів. Після фінальної боротьби з Фіном перетворився на немовля-велетня Солодкого Пі та був відданий названим батькам.

## Епізоди
Кожен епізод «Часу пригод» триває 11 хвилин, епізоди часто показуються попарно, щоб заповнити ефір. Перші чотири сезони налічували по 26 епізодів, п'ятий — 52 епізоди, шостий — 43, далі їхня кількість зменшувалася. Всі епізоди малювалися вручну, на один затрачалося приблизно 8 місяців, тому одночасно тривала робота над кількома.
Серіал почався з попереднього показу першого епізоду 11 березня 2010 року, а офіційно перший сезон стартував 5 квітня 2010.
| Сезон | Епізоди | Епізоди | Оригінальний показ | Оригінальний показ |
| Сезон | Епізоди | Епізоди | Перший показ       | Останній показ     |
| ----- | ------- | ------- | ------------------ | ------------------ |
| 1     | 26      | 26      | 5 квітня 2010      | 27 вересня 2010    |
| 2     | 26      | 26      | 11 жовтня 2010     | 9 травня 2011      |
| 3     | 26      | 26      | 11 липня 2011      | 13 лютого 2012     |
| 4     | 26      | 26      | 2 квітня 2012      | 22 жовтня 2012     |
| 5     | 52      | 52      | 12 листопада 2012  | 17 березня 2014    |
| 6     | 43      | 43      | 21 квітня 2014     | 5 червня 2015      |
| 7     | 26      | 26      | 2 листопада 2015   | 19 березня 2016    |
| 8     | 27      | 27      | 26 березня 2016    | 2 лютого 2017      |
| 9     | 14      | 14      | 21 квітня 2017     | 21 липня 2017      |
| 10    | 16      | 16      | 17 вересня 2017    | 3 вересня 2018     |

1. ↑  Спецвипуск «Діаманти та лимони», який не вважається частиною цього сезону, вийшов в ефір 20 липня 2018 року перед фіналом із чотирьох частин 3 вересня 2018 року, зробивши спецвипуск 279-м епізодом шоу, а першу частину його фіналу - 280-м.

Також на 2020 та 2021 роки анонсовано чотири годинних додаткових епізоди:
| Номер | Назва                          | Дата показу         |
| ----- | ------------------------------ | ------------------- |
| 1     | БіМо (BMO)                     | 25 червня 2020      |
| 2     | Обсидіан (Obsidian)            | 19 листопада 2020   |
| 3     | Знову разом (Together Again)   | 20 травня 2021 року |
| 4     | Місто чарівників (Wizard City) | 2 вересня 2021 року |

## Історія створення

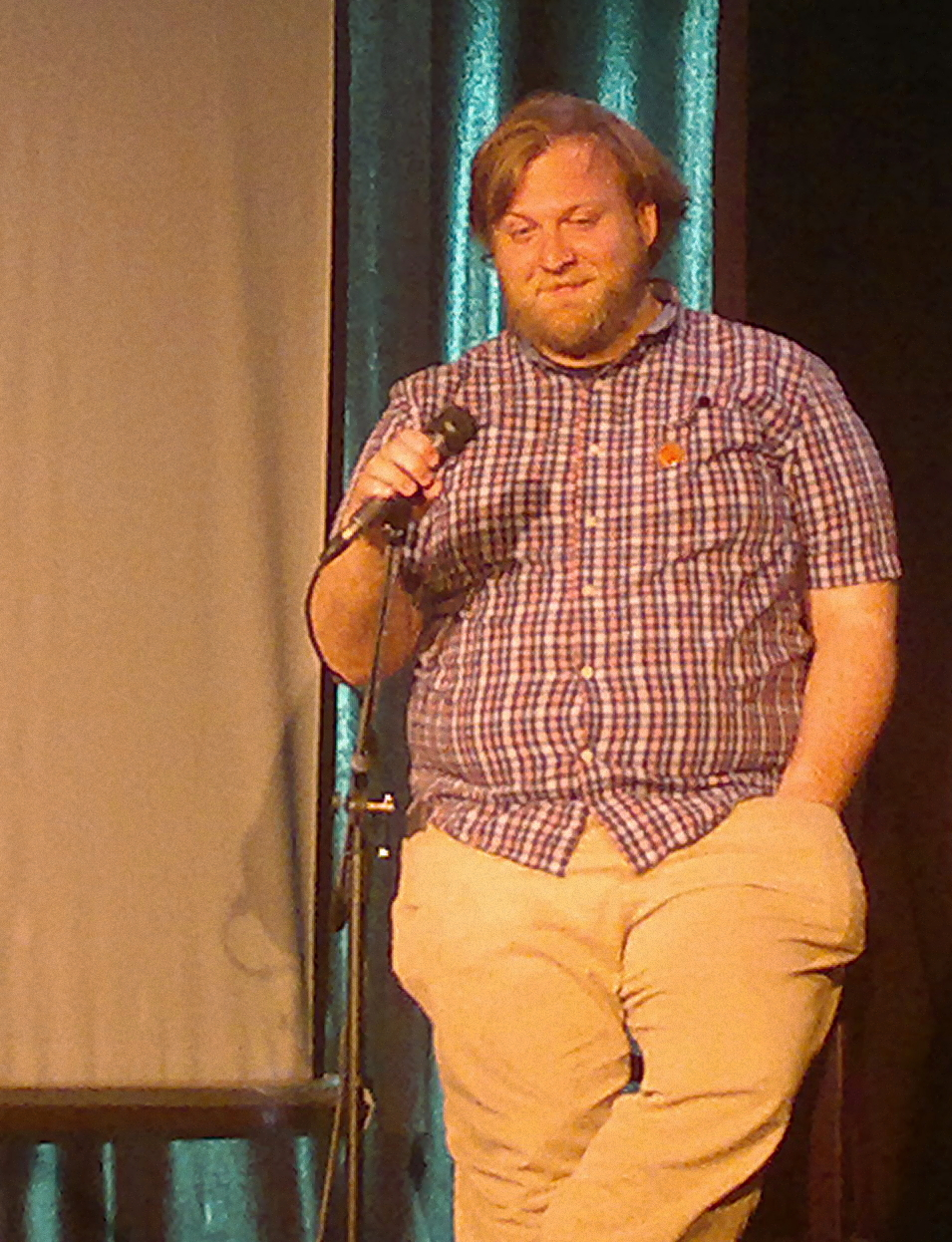
Пендлтон Вард, творець серіалу

За словами Пендлтона Варда, створення «Часу пригод» було визначене тим, що його мати, художниця, була знайома з аніматорами. Вард, який змалку вмів малювати, сам захотів стати аніматором. Як він сам згадував, з дитинства був незграбним нердом, що захоплювався відеоіграми, особливо Diablo, та полюбляв сидіти на самоті в халабуді на дереві. Також одним з його захоплень була настільна рольова гра Dungeons & Dragons, посилання на яку часто зустрічаються в «Часі пригод».
У 2002—2003 він малював вебкомікс «Ведмідь Буено», стиль якого потім частково використав у подальших роботах. В ході праці над «Дивовижними пригодами Флепджека» у 2008—2009, він познайомився з Майом Ротом і Алексом Гіршем, що надихнуло Варда створити власний мультсеріал зі стилем, подібним до їхнього. «Коли я почав працювати над Флепджеком, я просто став збирати стилі хлопців, які працювали навколо мене.» — сказав він в інтерв'ю для Animation World Network.
Пробний епізод «Часу пригод» з'явився у 2009 році на YouTube. Його особливістю стала орієнтація як на дітей, так і старших. Дітей приваблювали яскраві персонажі, пригоди та легкий гумор, а дорослих — незрозумілі дітям жарти, натяки й посилання. Згодом серіал отримав візуальних та ідейних послідовників, таких як «Таємниці Ґравіті Фолз», «За садовим парканом», «Стівен Юніверс» і «Нескінченний поїзд» .
Як згадував сам Педлтон Вард, серіал не має наскрізного сюжету і коли команда творців працює над черговим епізодом, ніхто не знає про що буде наступний. Історія твориться в кімнаті сценаристів, де Пендлтон і його колеги розробляють план епізоду. Результат передають художникам, яким дана майже повна свобода дій, оскільки у мультсеріалу немає чітких рамок. Від написання синопсису до здачі епізоду в ефір проходить дев'ять місяців, але зазвичай кілька епізодів створюються одночасно. В оригінальному озвучуванні «Часу пригод» беруть участь багато відомих акторів. Наприклад, Джейка озвучує Джон ДіМаджіо, чий голос отримав робот Бендер з «Футурами», а Снігового Короля — Том Кенні, що озвучував Губку Боба та пінгвіна Ріко з «Пінгвінів Мадагаскару». Марселін і її батька Гансона озвучують Олівія і Мартін Олсони, які в реальності, як і їхні персонажі, батько і дочка.
З джерел натхнення творець серіалу називає фільми Девіда Лінча, комедію «Офіс», «Сімпсонів» та мультфільми Хаяо Міядзакі. Образ Фіна походить від образу Індіани Джонса, а Джейка — від Білла Мюррея з фільму «Фрикадельки» (1979). Персонажі епізод від епізоду дещо змінюються з вигляду, що Вард пояснив наступним чином: «Є вісім художників з повністю власним унікальним способом малювання персонажів. Я фанат мультфільмів, де персонаж може змінитися». В одному з інтерв'ю Вард наголосив, що не ставить за мету створювати моралізаторські історії. «Ми полюбляємо виставити нагору якусь мораль і написати замість того щось дурнувате».
Наприкінці вересня 2016 року Пендлтон Вард повідомив, що ухвалено термін завершення серіалу — 2018 рік, а останнім стане 9-й сезон. Реально ж його було розділено на два сезони, коротших за попередні. Таким чином серіал протривав 10 сезонів і завершився 3 вересня 2018 року. 23 жовтня 2019 року відбувся анонс чотирьох додаткових епізодів тривалістю по годині, що вийдуть на HBO Max. Їх буде присвячено новим пригодам персонажів серіалу.

## Оцінки й відгуки
Серіал зібрав 100 % позитивних відгуків на Rotten Tomatoes і має рейтинг 8,6/10 на IMDb.
Джеймс Понєвозик з «Нью-Йорк таймс» відгукнувся, що «Час пригод» — це одна з найвдаліших метафор дорослішання, показаних на ТБ. Пов'язані з цим проблеми, підняті в серіалі, при всьому своєму фантастичному антуражі, зрозумілі; «…ніхто ніколи не звинуватить „Час пригод“ у надмірному реалізмі. Але попри всі свої польоти фантазії та галюциногенні знахідки, „Час пригод“ — одне з найемоційніших реальних шоу на ТБ». Також підкреслювалося, що «Зло в „Часі пригод“ не існує саме по собі. Воно походить від чогось, часто від добрих людей та добрих намірів», підкріплюючи думку, що часто доцільніше допомогти відшукати правильне рішення, ніж кидатися в бійку, оцінюючи світ як суто чорно-білий.
Ерік Тюрм з сайту Polygon зауважив, що «З кожним кроком „Час пригод“ збільшував свою світобудову. Якщо в одному епізоді з'явився побічний персонаж — скажімо, квазілюдина на ім'я Сильна Сьюзен або хлопець-буряк, — вони поверталися несподіваними чином, бо були частиною суті Ууу. Щоразу, коли Фін і Джейк убивали монстрів, принцеса Бублгум десь-там займалася наукою, М'ятний Льодяник експериментував з темною магією, а Принцеса Пухирка трусила своїми окрайцями. В будь-який час будь-який із цих персонажів міг з'явитися, не думаючи, що їхнє життя було важливим лише тоді, коли вони були в центрі уваги. „Час пригод“ ніколи не був серіалом-оповіддю з кінцевою точкою. Фактично, там насправді ніколи не йшлося про Фіна та Джейка; принаймні не в тому сенсі, щоб серіал потребував їх для продовження».
Згідно з Common Sense Media, «Батьки повинні знати, що „Час пригод“ містить трохи м'якого застосування зброї та грубої мови (наприклад, „відстій“ та „сволота“), і тому не підходить для дуже маленьких дітей. Серіал зростає на фантазії та абсурді, що цікаво для старших дітей та підлітків, які можуть розпізнати посилання та іронію й відокремити їх від дійсності. Однак дитинчата можуть спантеличитися та отримати суперечливий посил від навряд чи поміркованого способу життя Фіна. Насильство в мультиплікаційному стилі (вогнепальна зброя, мечі тощо) є поширеним явищем протягом серіалу, але, як правило, спрямоване на таких істот, як зомбі, а не на живих створінь».